# Un color para tu piel
Un color para tu piel é uma telenovela mexicana, produzida pela Televisa e exibida em 1967 pelo Telesistema Mexicano.

## Elenco
- Héctor Andremar
- Carolina Barret
- Alejandro Ciangherotti
- Andrea Cotto